# Odontobatrachus
Odontobatrachus es el único género de ranas de la familia Odontobatrachidae. Sus especies se distribuyen por las selvas de África Occidental.

## Especies
Se reconocen las 5 siguientes según ASW:
- Odontobatrachus arndti Barej, Schmitz, Penner, Doumbia, Sandberger-Loua, Emmrich, Adeba & Rödel, 2015
- Odontobatrachus fouta Barej, Schmitz, Penner, Doumbia, Brede, Hillers & Rödel, 2015
- Odontobatrachus natator (Boulenger, 1905)
- Odontobatrachus smithi Barej, Schmitz, Penner, Doumbia, Sandberger-Loua, Hirschfeld, Brede, Emmrich, Kouamé, Hillers, Gonwouo, Nopper,l Adeba, Bangoura, Gage, Anderson & Rödel, 2015
- Odontobatrachus ziama Barej, Schmitz, Penner, Doumbia, Hirschfeld, Brede, Bangoura & Rödel, 2015